# Rodina a škola (Szlovákia)
A Rodina a škola (lapcímének magyar fordítása Család és iskola)  szlovák nyelven megjelenő pedagógiai szaklap az egykori Csehszlovákiában, később Szlovákiában. A lapot 1954-ben a Szlovák Oktatásügyi Minisztérium alapította, s a Szlovák Pedagógiai Lapkiadó vállalat adta ki. Az 1970-es években 35 000 példányszámban jelent meg.